# 明治大学大学院政治経済学研究科・政治経済学部
明治大学政治経済学部（めいじだいがくせいじけいざいがくぶ）は、政治経済学を教育研究するために明治大学に置かれる学部である。明治大学大学院政治経済学研究科（めいじだいがくだいがくいんせいじけいざいけんきゅうか）は、上級学位を修めるために置かれた政治経済学を研究する大学院研究科である。

## 概説

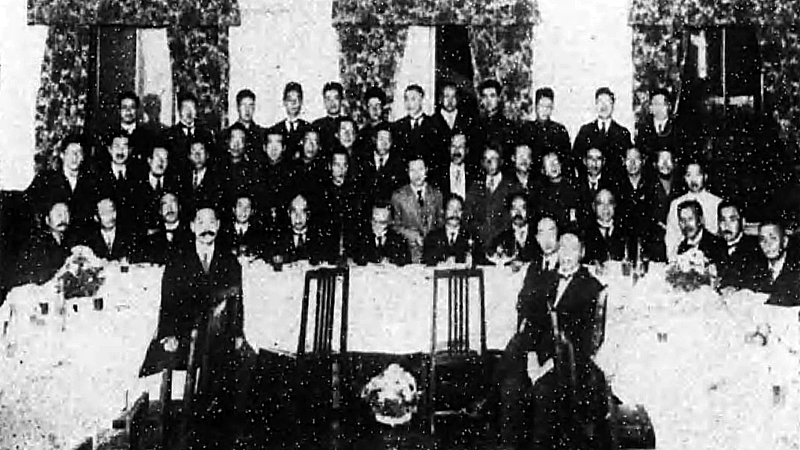
政治経済学部独立祝賀会（1925年）

政治経済学部の起源は1886年（明治19年）に設置された行政学部で、1904年（明治37年）の学則改正により政学部として再出発する（のちに政治経済科と改称）。
1920年（大正9年）4月、明治大学は大学令によって昇格を果たしたものの、このとき政治経済科の学部昇格は見送られ、同科は法学部と商学部に分属されることになった。もともと明大の政経科は学生数が少なく、学科としての独自性に乏しかったうえに（法・商両科との共通科目が多かった）、学部として成立するための供託金調達の見通しが立たなかったためであった。
それに対して法学部政治学科の学生や卒業生を中心として政治経済学部の独立運動が起こる。大学当局は政経の独立に消極的だったが、国庫に納付すべき供託金10万円を4ヵ年で分納することが承認されたこともあって政治経済学部は1925年（大正14年）7月28日に設置認可、同年9月に開講となった。
2002年（平成14年）に地域行政学科を設置。2008年（平成20年）度にはカリキュラム改定により「ゼミ指導型コース制」を導入。3、4年次の科目選択の目安として、4つのコースを設け、さらにそれを区分して、それぞれ3つずつの科目パッケージを配置している。
学生はゼミの担当教員の指導に基づいて、自身の研究テーマにふさわしいコースならびに科目パッケージを選ぶ。ジャーナリスト育成プログラムがあり、「基礎マスコミ研究室」では、現役ジャーナリストによる講義・演習等が行われている。
留学も含めて4年間での卒業が可能なダブルディグリープログラムなども設置されている。「ACE（英語実践力養成コース）」を設け、TOEICなども全学生が大学で受験可能である。

## スタッフ体制・少人数教育
一般的な学部組織より大規模な陣容となっており、「教養豊かな専門人の育成」を企図し、多彩な分野に亘るフルタイムの教員100人余り、パートタイムの教員約140人が、5000名の学生を相手に年間1500程度の授業を行い、政治，経済，行政，社会，文化を有機的に学べる体制を構築。
一方、少人数教育、個別指導を充実させており、１・２年生には教養深めること目的とした、文化・社会・言語等に関するテーマのゼミナール「教養演習」を設置。３・４年生を対象にした「専門演習」では学生が主体となってより高度な学習・研究を行い、８割以上の学生が受講する。専門演習を履修する学生は、「政治学・社会学」「経済学」「地域行政学」「国際地域・文化論」の４つのコースに設置されている多彩なゼミナールの中から所属を選択する。教養演習ゼミナールの共同論文集として『政経教養セミナー』、専門演習ゼミナールの共同論文集として『政経セミナー』を毎年発行。

## 国際交流・グローバル教育
通常の英語クラスとは別に設けられた政治経済学部独自のプログラム「ACE」（“Advanced Communicative English”）や、「GCD」（グローバルキャリア形成プログラム）などを用意しており、留学や英語を必要とする職業に就くのに必要十分なレベルのコミュニケーション力を養い、国際人としての教養と能力を身につけ、更にグローバルリーダーとして活躍可能な人材を育成する。TOEIC試験は全学生が明大キャンパス内で受験可能。
大学に在学しながら海外の学位を取得可能なダブル・ディグリープログラムを設置。また、明治大学が用意する豊富な留学プログラムとは別に、政治経済学部独自の留学プログラムとして、ケンブリッジ大学、ロンドン・スクール・オブ・エコノミクス、北京大学、延世大学、南洋理工大学など世界各国の名門大学を対象とした中長期、短期の留学プログラムなどが設置されている。全学を対象としたプログラムに拡大されたUCバークレー、UCLAなどを対象としたサマーセッションなども政治経済学部から開始されたものである。
「トップスクールセミナー」では、世界各国のトップスクールから招聘した教員・研究者による、政治学、経済学、社会学、行政学、歴史学といった専門分野の英語による授業が開講されている。

## 国家試験指導等
- メディア表現ラボ（旧基礎マスコミ研究室）
新聞、出版、広告、テレビなどの各業界や、アナウンサーなどを始めとしたメディア関連職種を目指す学生を指導。
- 行政研究所
国家公務員を目指す学生をサポート。国家公務員採用総合職試験合格者数は右肩上がりで推移。2023年度合格者数51名（全国12位）。

### 国家試験指導センター
政治経済学部がバックアップする研究室以外に、国家試験対策用に下記の研究室が設置されている。
- 経理研究所
公認会計士試験合格に向けた受験指導を実施。大学別の公認会計士試験合格者数では3位が定着。2023年度合格者数101名。日本商工会議所主催簿記検定試験の受験指導なども実施。
- 法制研究所
裁判官・検察官・弁護士を志望する学生に対して、専門および基礎的学科の学習を指導し、法科大学院、司法試験合格へと導く。2023年度司法試験合格者数29名（全国10位）。

## 数理・データサイエンス・ＡＩ教育
明治大学大学院先端数理科学研究科・総合数理学部、及び、明治大学先端数理科学インスティテュート（文部科学省による共同利用・共同研究拠点に於いて、数学・数理科学の分野で国内5拠点のひとつに指定）の研究・教育内容をベースにした数理・データサイエンス・ＡＩ教育のプログラムである「数理データサイエンス人工知能リテラシーレベルプログラム」が用意されている。
本プログラムは文部科学省「数理データサイエンス人工知能リテラシーレベルプログラム」に認定されており、データ科学や統計学の基礎を理論・スキル面から学べ、教養としてデータサイエンスを習得し、認定時には修了証が発行され、認定された学修成果が専門研究領域や就職後のキャリア等で活用が可能である。

## 沿革
- 1886年 - 行政学部を設置。

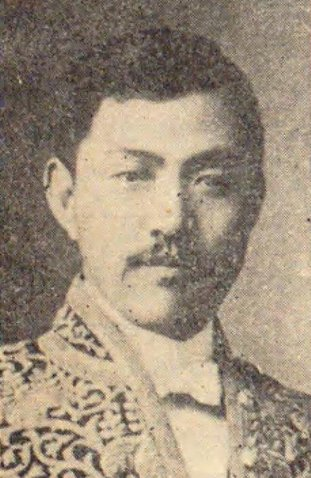
小林丑三郎
（初代学部長）

- 1888年 - 行政学部を廃止し、政治学部を設置。
- 1893年 - 政治学部を廃止。
- 1904年 - 政学部を設置。
- 1912年 - 政学部を政治経済科と改称。
- 1920年 - 植原・笹川事件（～1921年）[6]。
- 1925年 - 大学令による政治経済学部設置。
- 1931年 - 専門部経済科（二部）を政治経済科と改称。
- 1949年 - 新制政治経済学部設置認可。
- 1952年 - 1・2年生が和泉に移転。
- 1953年 - 旧制学部最後・新制学部最初の合同卒業式を挙行。
- 1954年 - 大学院博士課程を設置。
- 1958年 - 駿河台6・7号館竣工（現在のアカデミーコモンの場所）。

## キャンパス

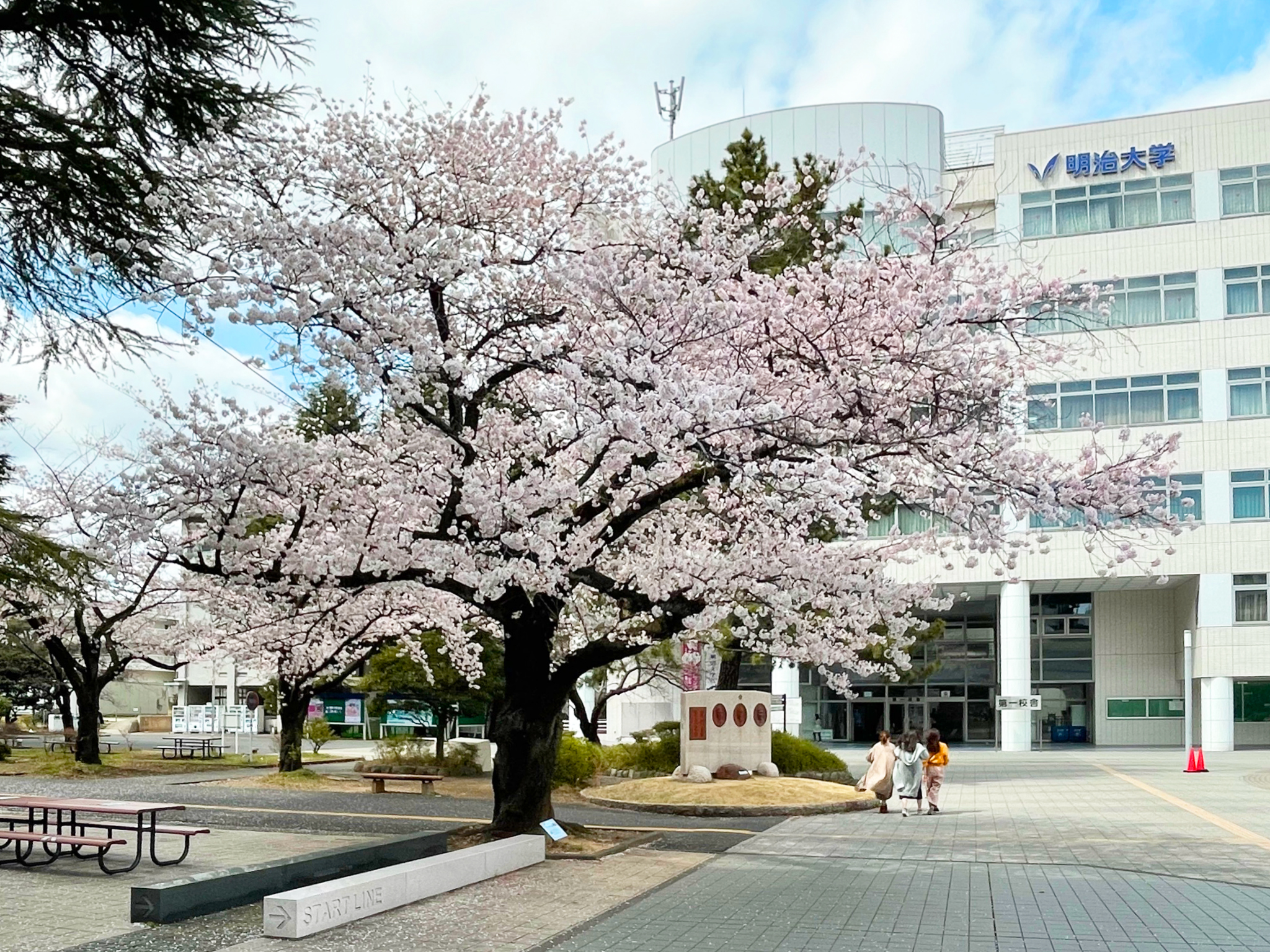
和泉キャンパス
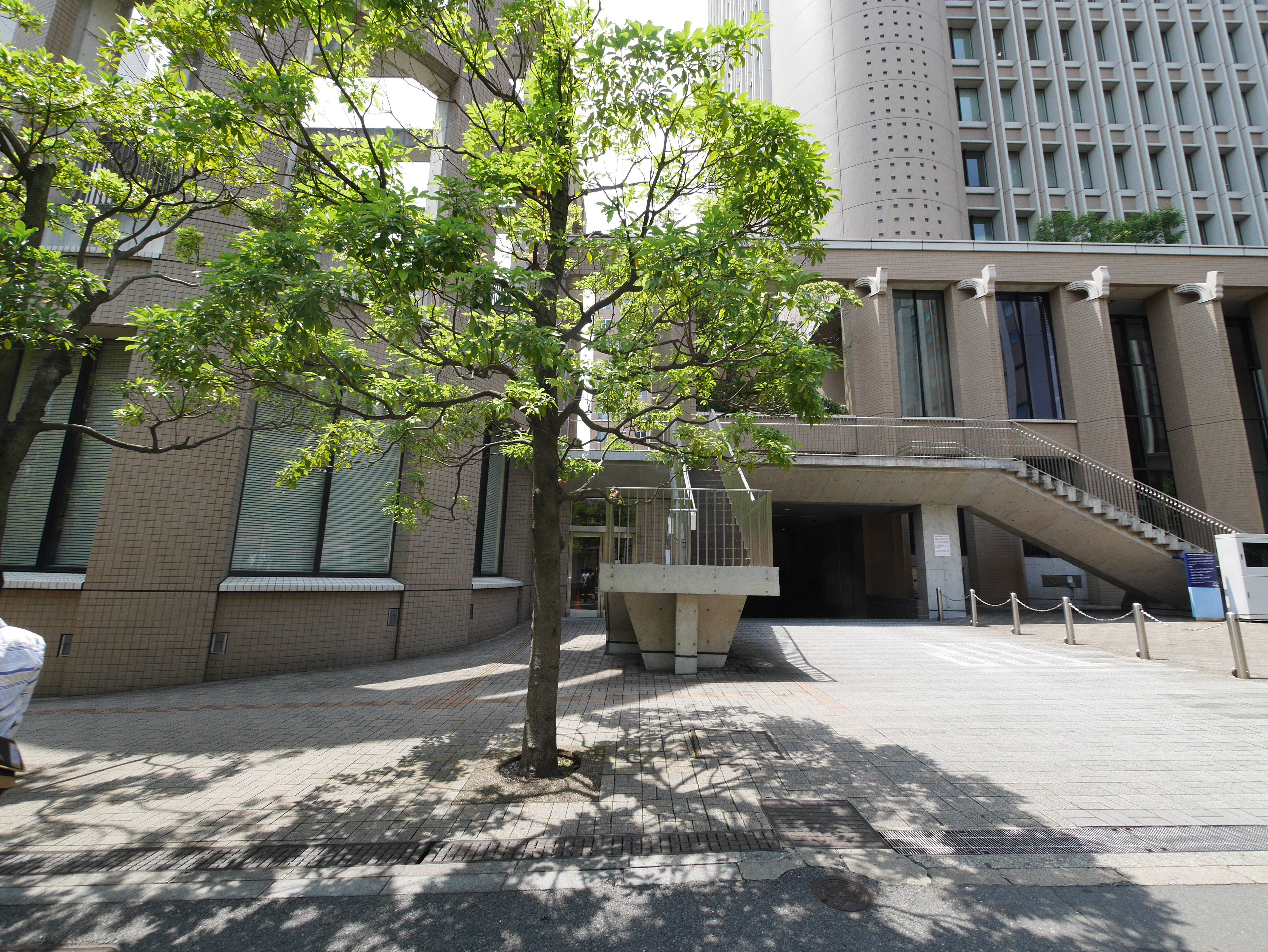
駿河台キャンパス

- 学部1・2年次 - 和泉キャンパス（杉並区永福）
- 学部3・4年次 - 駿河台キャンパス（千代田区神田駿河台）

学生の間では、駿河台への進級後に和泉の必修科目を再履修することを「和泉返し」、留年することを「和泉止まり」と呼ぶ。

## 学科・コース

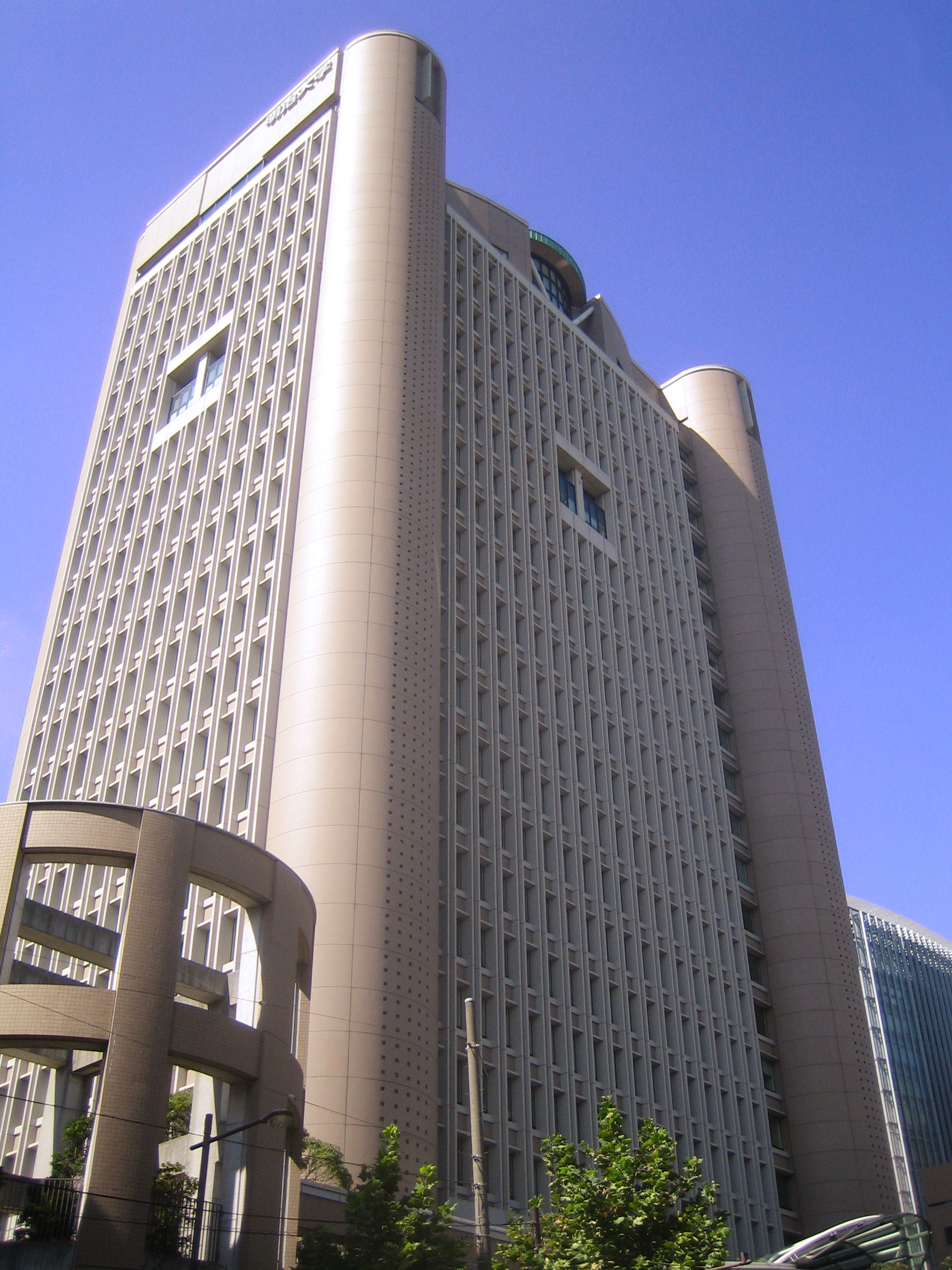
政治経済学部3・4年次キャンパス及び大学院が置かれるリバティタワー（駿河台キャンパス）

- 政治学科
事実にもとづき理論に裏づけられた政治現象の分析を通して、政治の成り立ちやその過程を考えていく学科。
- 経済学科
地球上の限られた資源を有効活用して、財やサービスを生産し、地球上の人々に分配していくことで社会全体の幸運を高めていくことを目的としている。
- 地域行政学科
自立して意思決定ができ、地域で活躍できる人材養成をすることを目的としている。地域を行政、コミュニティ、産業社会の3分野に分け、体系的に学ぶカリキュラムになっている。
  - コース
    - 政治学・社会学総合コース
現代の国内外の政治現象を理解するとともに社会学・人類学・心理学の観点から人間社会の諸事象に接近する。政治理論系、国際政治系、社会学系の3つのパッケージからなっている。
    - 経済学・経済政策総合コース
3年次より国際経済系、財政・金融系、総合経済政策系の3つのパッケージのいずれかに所属し、た広範囲な分野についての問題解決能力を身につけていく。
    - 地域行政総合コース
自治体経営や行政法、地域行政学などを学ぶ行財政系パッケージ[8]、社会福祉政策論などを学ぶ地域コミュニティ系パッケージ[8]、地域産業論などを学ぶ産業社会系パッケージ[8]に分かれ、地域の実情と問題への対処の仕方を学んでいく。
    - 国際文化総合コース
日本・アジア文化系パッケージ、ヨーロッパ文化系パッケージ、アメリカ文化系パッケージの3つからなり、政治や経済だけでなく、その背景となっている文化を学ぶことにより、総合的な視野から世界の諸問題にアプローチすることを目的としている。

## 大学院

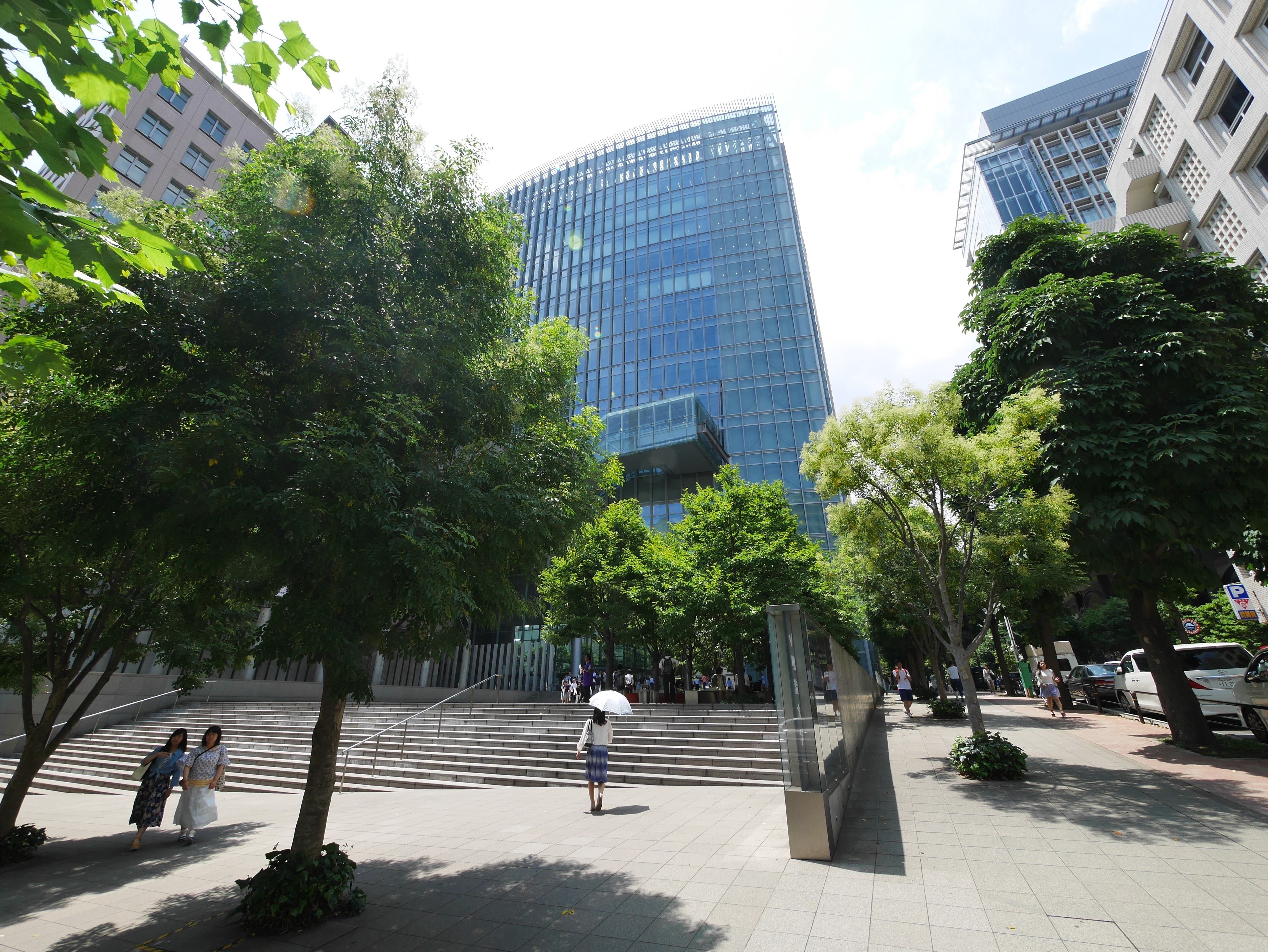
アカデミーコモン（駿河台キャンパス）

- 政治経済学研究科（博士前期課程・博士後期課程）
  - 政治学専攻
    - 博士前期課程のコース
      - 研究者養成コース
      - 専修コース

  - 経済学専攻
    - 博士前期課程のコース
      - 研究者養成コース
      - 専修コース

## 公共政策大学院
2004年設立。大学基準協会の認証評価を得ている国内の公共政策系専門職大学院6校のひとつであり、私大では唯一の公共政策大学院である。政治・行政などパブリックセクターにおけるリーダー養成を目的とし、現職市区長・議員、政府・自治体関係者、政治家・公務員志望の学生など、幅広いバックボーンの人材が所属。政治経済学部出身で政治家志望の学生などが所属するケースも多くみられる。主に駿河台キャンパスのアカデミーコモンで講義が行われる。
海外各国政府の若手幹部公務員や国際機関現職公務員などを対象にしたイングリッシュ・トラック（英語コース）なども設置しており、2014年には英語で講義を行う博士課程のグローバルガバナンス研究科を設立。ハーバード大学ケネディスクールとの相互訪問や、マレーシアの国家公務員幹部養成機関「ラザック・スクール・オブ・ガバメント」との共催による同国幹部公務員を対象とした研修の実施や、政府派遣留学生・現職公務員を対象とした留学プログラムの展開など、国際交流が進められている。
市川宏雄名誉教授が作成主幹を務め、毎年プレスリリースを主催している「世界の都市総合力ランキング」（Global Power City Index, GPCI　森記念財団都市戦略研究所）は、世界の主要都市の総合力を詳細に評価・順位付けしたランキングとして、国の政策立案やビジネス界での利用など、世界中で幅広く使用されている。

## グローバル・ガバナンス研究科
完全英語教育による博士後期課程プログラム。海外からの留学生や、国内の国際公務員・国際ＮＧＯ専門家などを目指す人材などを受入れ、地球規模の諸問題に関連する各専門分野の能力を高め、「公共政策」「国際開発政策」「地域マネジメント」の3つの専門分野について、政府、民間企業、市民それぞれの社会運営への対応など、ガバナンスの諸課題を研究する。入学試験、カリキュラム及び学位審査等も全て英語で実施。

## 著名な出身者
岡野加穂留（第11代明治大学学長）
村山富市（第81代内閣総理大臣）
猪瀬直樹（第18代東京都知事）
周恩来（中華人民共和国初代総理）
水野良樹【いきものがかり】中途退学して　　　　　　一橋大学社会学部に入学。

## 関連事項

### 明治大学雄辯部
1890年設立の明治大学の弁論部であり、政治家志望の政治経済学部生などが多く所属する。部員数は百名を超え、大学弁論部としては全国屈指の規模であり、三木武夫（第66第内閣総理大臣）、大野伴睦（第42・43代衆議院議長）など、政界、財界をはじめ各分野において活躍する卒部生は800名を超える。1929年（昭和4年）には、三木武夫、長尾新九郎が関東43大学弁論部の後援を得て、世界平和と国際親善を目的に米国・欧州への世界遊説を敢行。欧米以外にも、日華の親善を掲げ中華民国における遊説を実施するなど、最も早期に海外進出を果たしている。

### 日本経済団体連合会
明大政経学部を卒業後、朝日新聞社、パリ大学などを経て、出身元の政経学部で経済学史などを講じていた関未代策教授が、
更に大政翼賛会経済部長、商工組合中央会専務理事などを歴任後、東久邇宮内閣の内意を受け、第二次大戦後の経済再建に向け、国内の経済団体の集約を企図することとなり、経済団体連合会の発足に至った。旧来の経済4団体から、植村甲午郎、郷司造平、船田中及び関の4名が出向し、関は常務理事に就任。経済団体連合会は日本の政界・経済界に大きな影響力をもつ日本経済団体連合会として今日に至り、財界総本山などとも形容される。関は幣原内閣では商工省参与にも就任し経済再建に奔走し、後にGHQにより公職追放を受けたが、パージ解除後は明治大学に復帰し名誉教授となっている。

### 早明政経論争
元々、早明両大学間で、特に経済学の分野で学問体系的な対立関係にあったことから、双方の政治経済学部に所属する学者の間で論争が繰り広げられていた。明治は社会学や人類学などを背景とした広範な視点により、政治学・経済学を確立すべきとする理念的立場を重視し、早稲田は政治・経済の各学問の範疇を専門化させるべきとする合理主義的立場を重視した。これは、アメリカのシカゴ学派（広範性重視）とコロンビア大学（専門化重視）の違いを反映しているとの見方があった。1990年代以降は多くのシンポジウムを両大学合同で行うなど、対立構図はなくなったとされている。